# Philipp Andreas Kilian

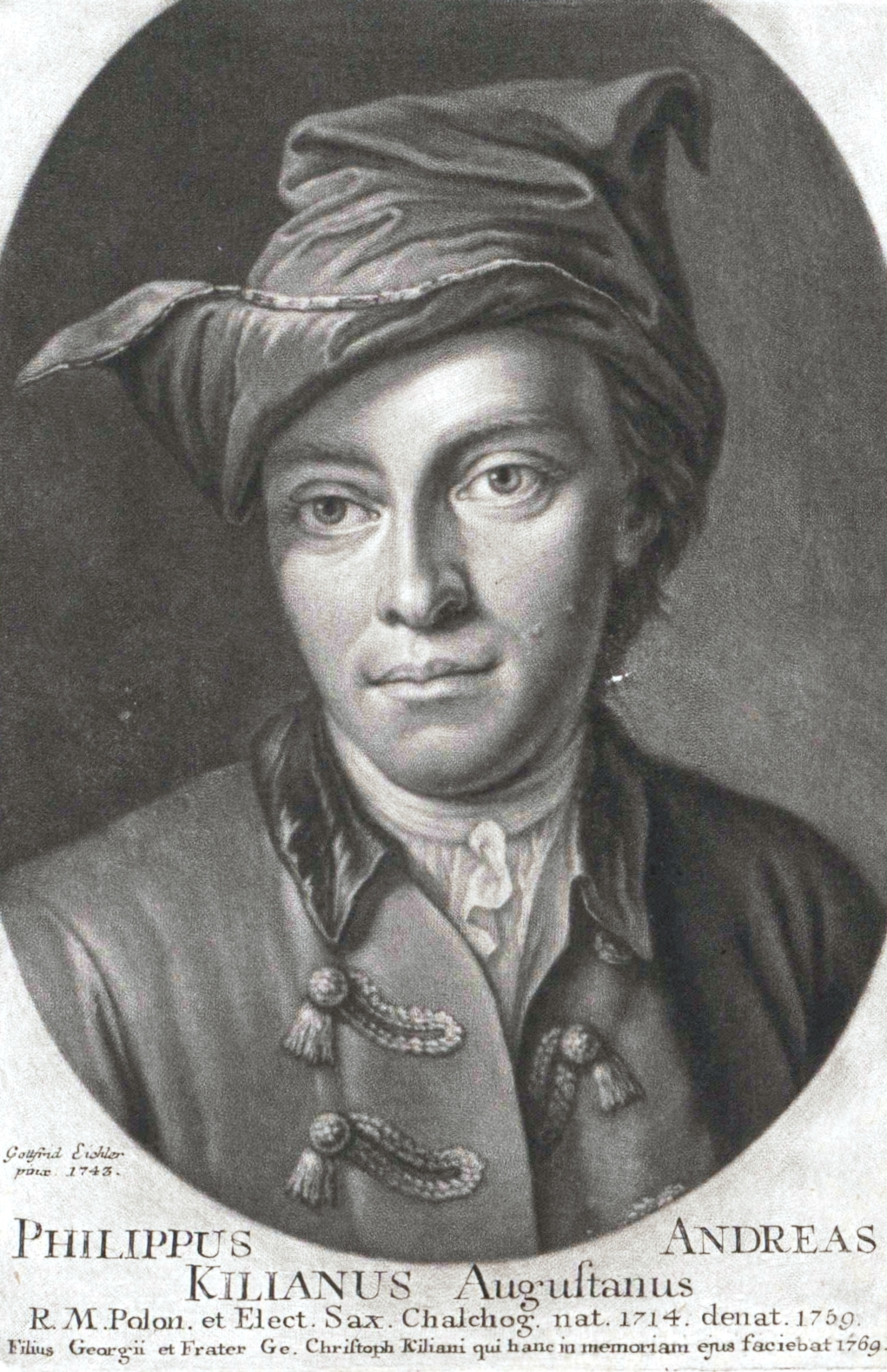
Philipp Andreas Kilian

Philipp Andreas Kilian (* 20. Oktober 1714 in Augsburg; † 18. Januar 1759 ebenda) war ein deutscher Kupferstecher.
Philipp Andreas Kilian war ein Sohn von Georg Kilian (1683–1745) und dessen Ehefrau Juliane Maria, Tochter des Augsburger Diakons Göbel. Er wurde von seinem Vater sowie von Jacob Andreas Friedrich und Georg Martin Preißler ausgebildet. Neben Porträts schuf er in Dresden Teile des Galeriewerkes Kurfürstliche und gräfliche Brühlsche Sammlung. 1744 wurde Kilian zum polnischen und kursächsischen Hofkupferstecher ernannt. Bekannt wurde er vor allem durch seine Bilderbibel und sein Zeichenbüchlein.
Philipp Andreas Kilian war seit 1738 in erster Ehe mit Susanna Sybilla Engelbrecht († 1747), der Tochter des Augsburger Kunstverlegers Martin Engelbrecht,  verheiratet. Deren Sohn Georg Martin (1739–1760) war ebenfalls Kupferstecher in Augsburg.

## Werke

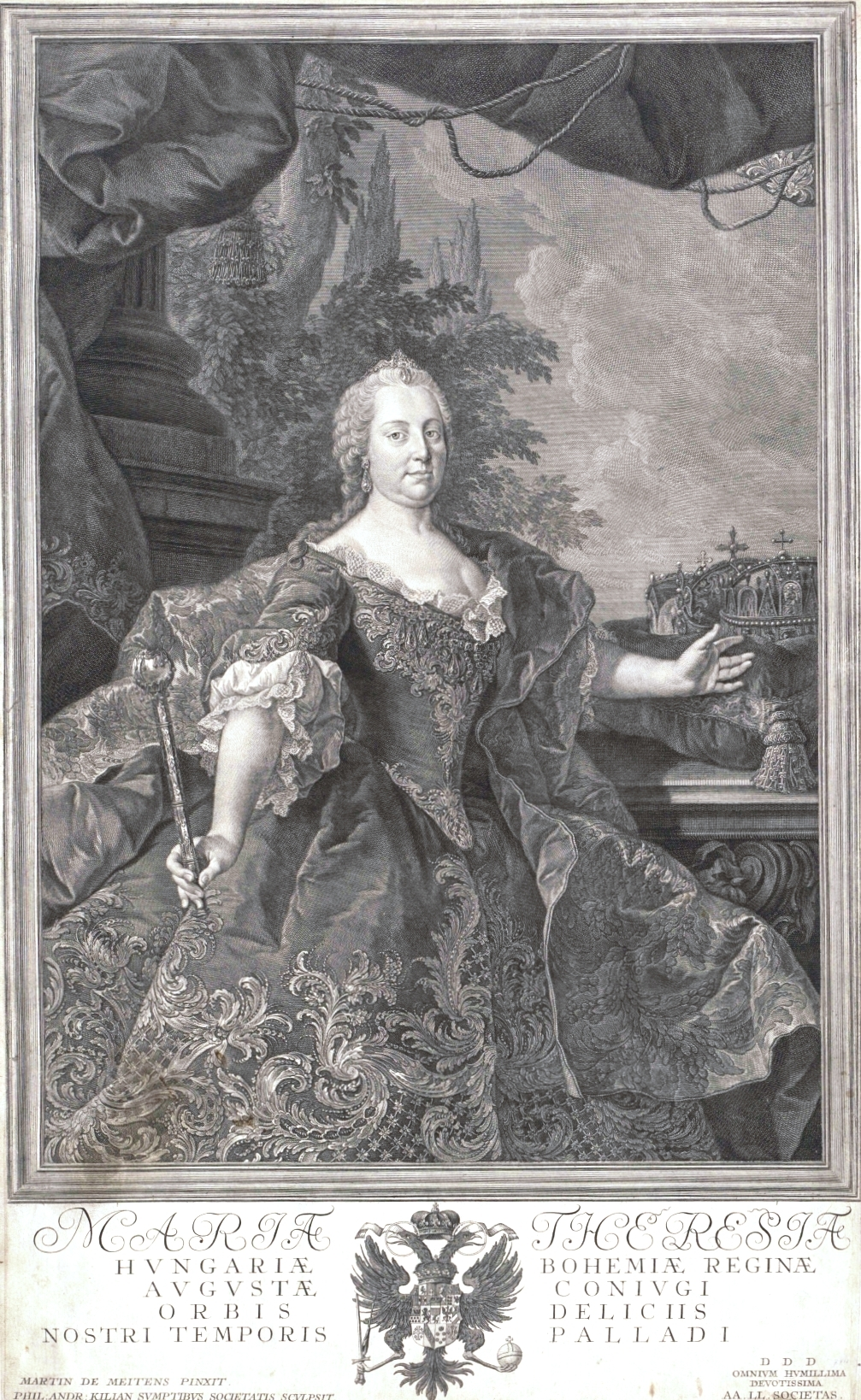
Kaiserin Maria Theresia
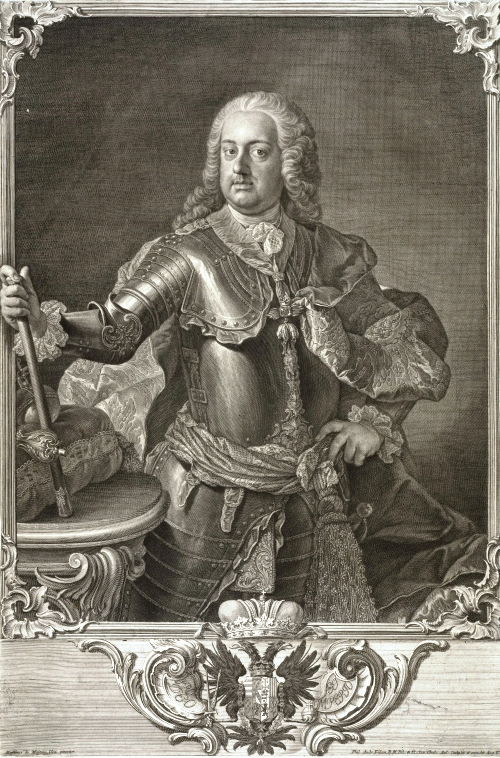
Kaiser Franz I.
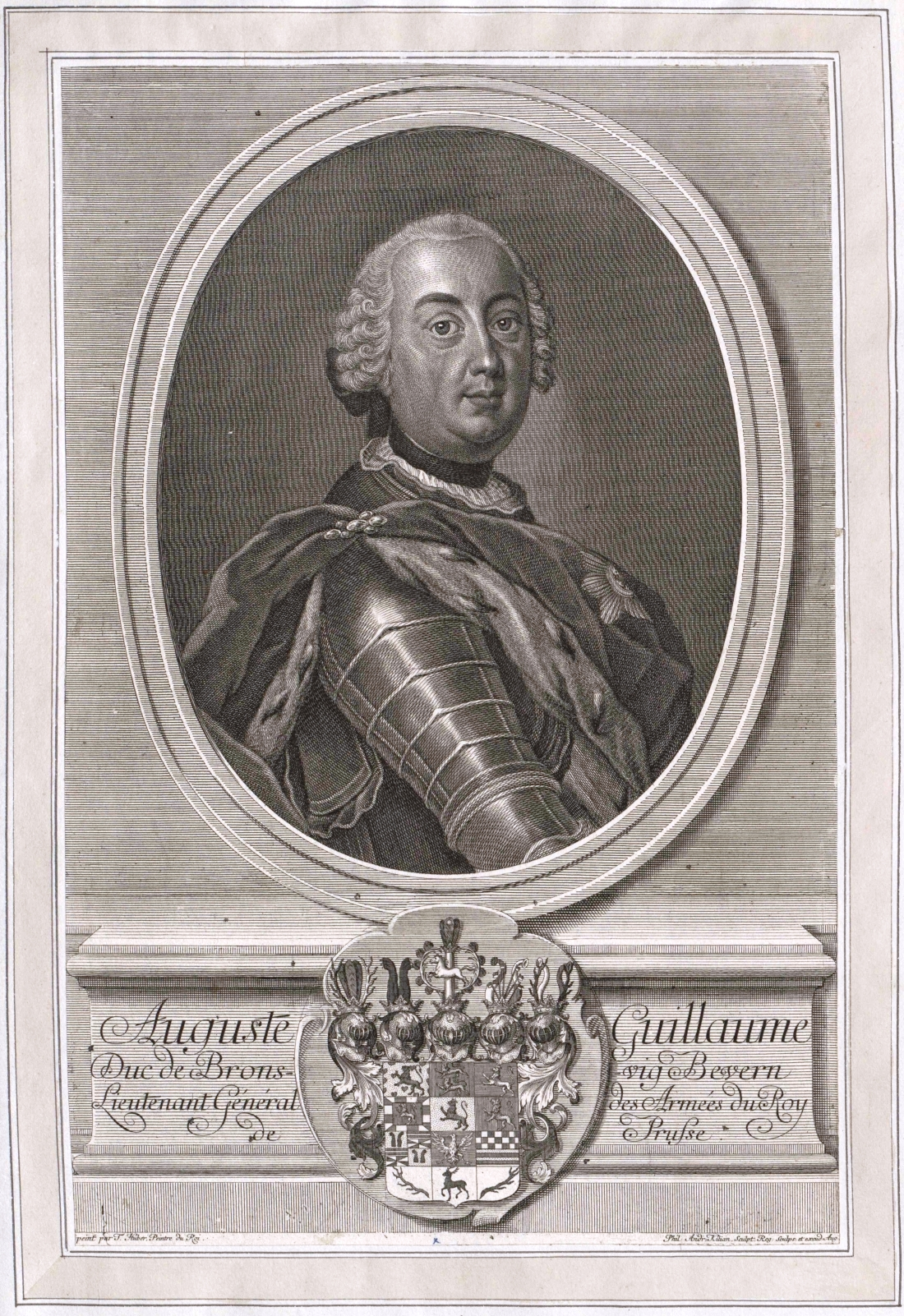
Herzog August Wilhelm von Braunschweig-Bevern